# Gymnoscelis chlorobapta
Gymnoscelis chlorobapta är en fjärilsart som beskrevs av Turner 1907. Gymnoscelis chlorobapta ingår i släktet Gymnoscelis och familjen mätare. Inga underarter finns listade i Catalogue of Life.